# アルミニウムの歴史

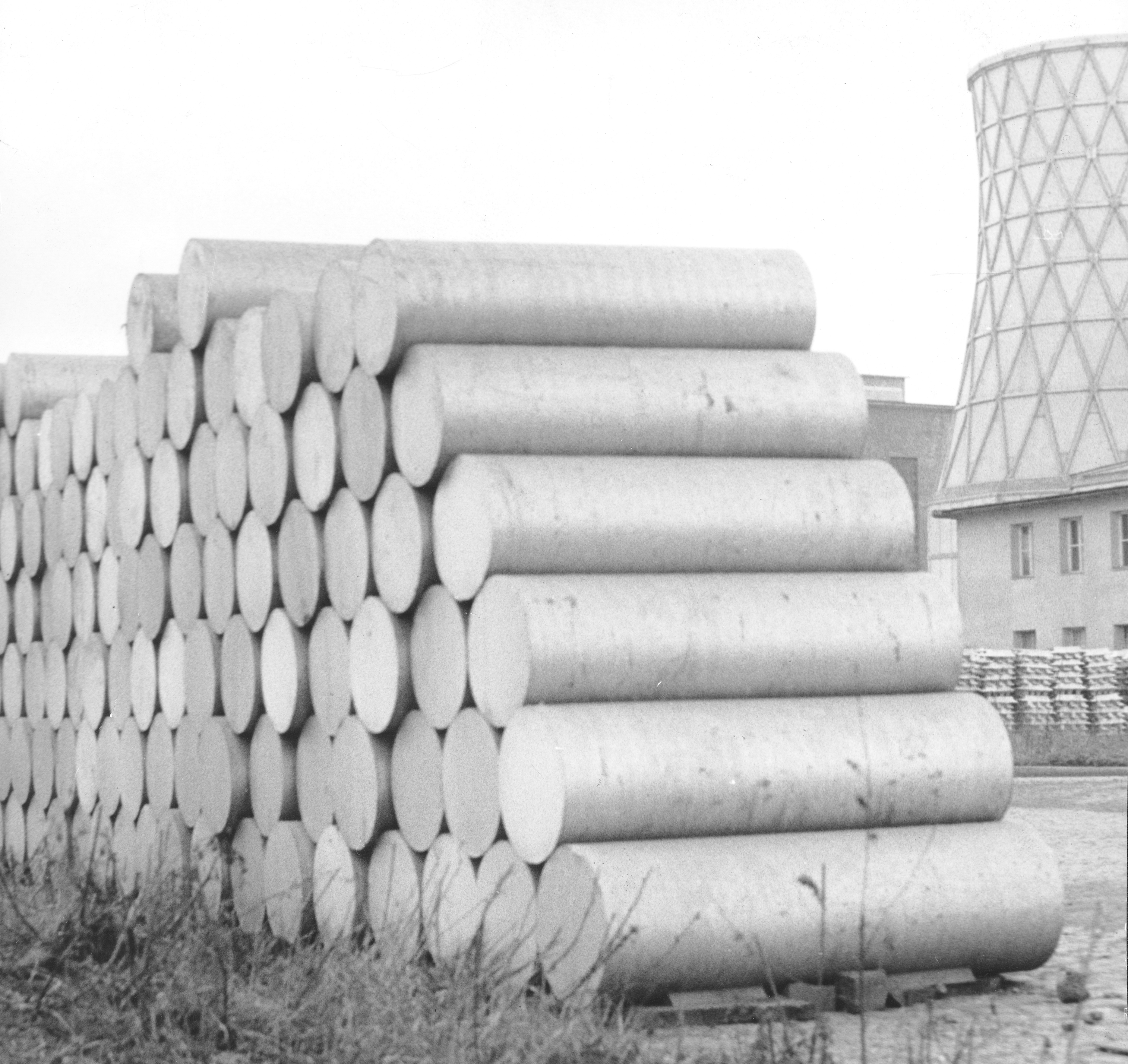
押出成形したアルミニウムの棒、1968年撮影。

本項では、アルミニウムの歴史（アルミニウムのれきし）について述べる。アルミニウムは原子番号13、原子量26.98の元素であり、標準状態では明るい銀色の金属である。アルミニウムが地殻で3番目に多い元素であるため、人類の活動にも広く使われている。
金属という形のアルミニウムが人類に使われてきた歴史はそれほど長いものではないが、アルミニウムの鉱石である白礬/明礬は紀元前5世紀には知られており、古代から染料や都市の守備に使われていた。特に中世ヨーロッパにおいて明礬は染料として広く使われた。ルネサンス期の科学者は明礬を新しい土類の塩と信じており、啓蒙時代になってこの「新しい土類」は新しい金属の酸化物と証明された。1825年、デンマークの物理学者ハンス・クリスティアン・エルステッドはこの新しい金属の発見を発表、続いてドイツの化学者フリードリヒ・ヴェーラーがエルステッドの発表に基づいて研究を行い、金属アルミニウムを発見した。
純粋な金属アルミニウムは精練が難しく、珍しかったため、発見直後の金属アルミニウムは価格が金よりも高く、1856年にフランスの化学者アンリ・エティエンヌ・サント＝クレール・ドビーユが初の工業用精錬法を開発してようやく下がった。1886年にフランスの工学者ポール・エルーとアメリカの工学者チャールズ・マーティン・ホールがホール・エルー法を開発したことでアルミニウムが一般人にも使えるほど広まり、ホール・エルー法は現代のアルミニウム精錬でも使われる。
これらの製法が使用され、アルミニウムが大量生産されるようになったため、アルミニウムは航空、建築、包装など工業と日常生活に広く使われている。アルミニウムの生産は20世紀に指数関数的に増え、1970年代には商品取引所で扱われる商品になった。1900年のアルミニウム製造量は6,800トンだったが、2015年には57,500,000トンと数千倍に増えた。

## 最初期の利用

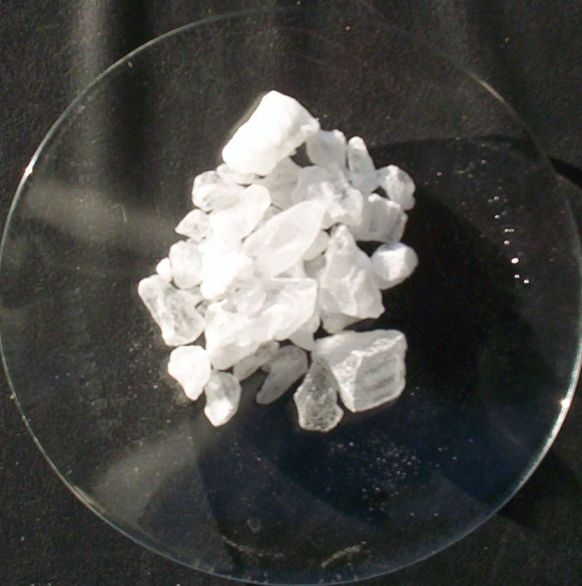
明礬

アルミニウムの歴史は明礬の使用で始まった。明礬の記述が最初に文書に残されたのは、紀元前5世紀の古代ギリシア歴史家ヘロドトスによる記述だった。古代人にとって、明礬は媒染剤、薬、そして（要塞を敵の放火から守るための）木の防火塗料であり、ウェットエッチングにも使用した。しかし、金属アルミニウムは知られていなかった。ローマ帝国の歴史家ガイウス・プリニウス・セクンドゥス（大プリニウス）は銀と同程度に明るいが遥かに軽い金属に関する逸話を記録している。この金属は皇帝ティベリウス（在位：14年 - 37年）に提出されたが、ティベリウスは自身の金銀財宝の価値が下がらないようその金属の発見者を殺害させたという。一部の文献はこの金属がアルミニウムだった可能性を示唆したが、異説もある。中国では晋の代にアルミニウムを含む合金を作成した可能性がある。
十字軍以降、明礬は国際貿易の商品の1つになり、ヨーロッパの織物業では欠かせない存在になった。明礬は15世紀中期にオスマン帝国が輸出関税を大幅に上げるまで、地中海東部からヨーロッパに輸出された。ローマ教皇ピウス2世を名付け親としたジョヴァンニ・ダ・カストロ（Giovanni da Castro）が1460年にローマ近くのトルファで埋蔵量の多い明礬鉱山を発見すると、彼は興奮してピウス2世に「今日はトルコ人に対する勝利をもたらします」と報告した。

## 明礬の性質の確立

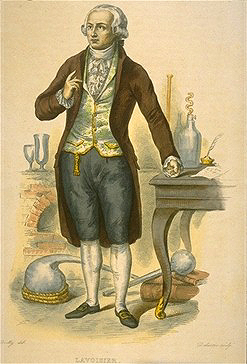
アントワーヌ・ラヴォアジエはアルミナが何らかの金属の酸化物であると立証した。

ルネサンス初期まで、明礬の性質は不明のままだった。1530年頃、スイスの医師パラケルススは明礬をウィトリオル（硫酸塩）と区別し 、「明礬の土の塩」であると主張した。1595年、神聖ローマ帝国の医師、化学者アンドレアス・リバヴィウスは明礬と緑ウィトリオルと青ウィトリオルが同じ酸と違う土で構成されると示し、明礬を構成した未発見の土の名前については「アルミナ」を提唱した。1702年、神聖ローマ帝国の化学者ゲオルク・エルンスト・シュタールは明礬の未発見の土が石灰か白亜と同じ種類であると述べ、以降半世紀もの間多くの科学者が同じ間違いを犯した。1722年、神聖ローマ帝国の化学者フリードリヒ・ホフマンは明礬の土が別の種類であると信じると宣言した。1728年、フランスの化学者エティエンヌ・ジョフロワ・サンティレールは明礬が未知の土と硫酸で構成されると主張したが、その土を焼くとシリカが残ると主張するという間違いを犯した。1739年、フランスの化学者ジャン・ジェロ（Jean Gello）は明礬とアルカリが化学反応を起こして出来た土が粘土の土類と同じであると証明した。1746年、神聖ローマ帝国の化学者ヨハン・ハインリヒ・ポットは明礬の溶液にアルカリを加えたときに生成される沈殿物が石灰とも白亜とも違うものであると示した。
1754年、神聖ローマ帝国の化学者アンドレアス・ジギスムント・マルクグラフは硫酸で粘土を煮て、続いてカリを加えることで明礬の土を生成した。彼は新しい土の溶液に炭酸水、カリ、またはアルカリを加えることで明礬が生成されることを発見した。彼はその土が乾いている状態では酸に溶けることを発見したため、その土は塩基性であると形容した。またその土の塩化物、硝酸塩、酢酸塩について記述した。1758年、フランスの化学者ピエール＝ジョゼフ・マケはアルミナが金属の土のようだと記述した。1767年、スウェーデンの化学者トルビョルン・ベリマンは硫酸で明礬石を煮た後、カリを加えることで得た溶液から明礬を結晶化する方法に関する論文を出版した。また明礬の土とカリウムの硫酸塩の化学反応で明礬を生成、明礬が複塩であると証明した。1776年、神聖ローマ帝国の薬学者、化学者カール・ヴィルヘルム・シェーレは明礬とシリカの両方が粘土に由来することと、明礬にケイ素が含まれないことを証明した。前出のエティエンヌ・ジョフロワ・サンティレールの誤りは1785年、神聖ローマ帝国の薬学者、化学者ヨハン・クリスティアン・ヴィーグレップがシリカとアルカリから明礬の土を生成できないことを示したことで覆された。
スウェーデンの化学者イェンス・ヤコブ・ベルセリウスは1815年にアルミナの化学式をAlO3と示唆したが、正しい化学式のAl2O3は1821年にドイツの化学者アイルハルト・ミッチェルリッヒが確立し、後にベルセリウスがアルミニウムの原子量（27）を計算するのに役に立った。

## 金属アルミニウムの生成

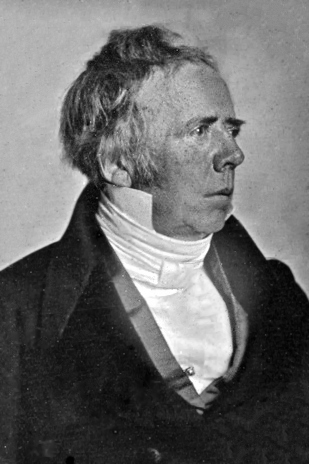
金属アルミニウムの発見者ハンス・クリスティアン・エルステッド。

1760年、フランスの化学者テオドール・バロン・デノヴィユはアルミナが金属の土と信じていると宣言し、アルミナを金属に還元しようとしたが失敗した。彼が実際に使用した手法は記録されていないが、彼は当時知られていた還元法を全て使用したと主張した。明礬を炭か何らかの有機物と混合して、融剤として塩か炭酸を使い、木炭の火でできるだけ熱く焼いた可能性が高い。1782年、フランスの化学者アントワーヌ・ラヴォアジエはアルミナが金属の酸化物で、その金属と酸素の親和力が高くて、当時知られていた還元剤では還元できないと記述した。彼はそれをアルミーヌ（Alumine）と命名した。
1790年、オーストリアの化学者アントン・レオポルト・フォン・ループレヒトとマテオ・トンディはテオドール・バロン・デノヴィユの実験を、温度を大幅に上げて再現した。実験の成果物に小さな金属粒が見られ、彼らはそれを長らく作製が試みられてきた金属と信じていたが、後にほかの化学者による実験でそれが木炭と骨灰の不純物であるリン化鉄(III)と証明された。神聖ローマ帝国の化学者マルティン・ハインリヒ・クラプロートは後に「もし金属の本質（もしそれがあれば）が明らかにされるはずの状況に置かれてきた土類が存在したら、大規模でも小規模でも全ての方法で最も熱い火で試され、還元するための実験に晒される土類が存在したら、それはアルミナである。しかし、その金属化を目撃した者はいなかった。」と記述した。ラヴォアジエは1794年に、フランスの化学者ルイ＝ベルナール・ギトン・ド・モルボーは1795年にそれぞれ木炭と純酸素を使用してアルミナを融解して白い液体にしたが、金属は発見できなかった。米国のロバート・ヘアは1802年に酸水素ガス吹管でアルミナを融解し、モルボーと同様の成果を得たが、やはり金属は発見できなかった。

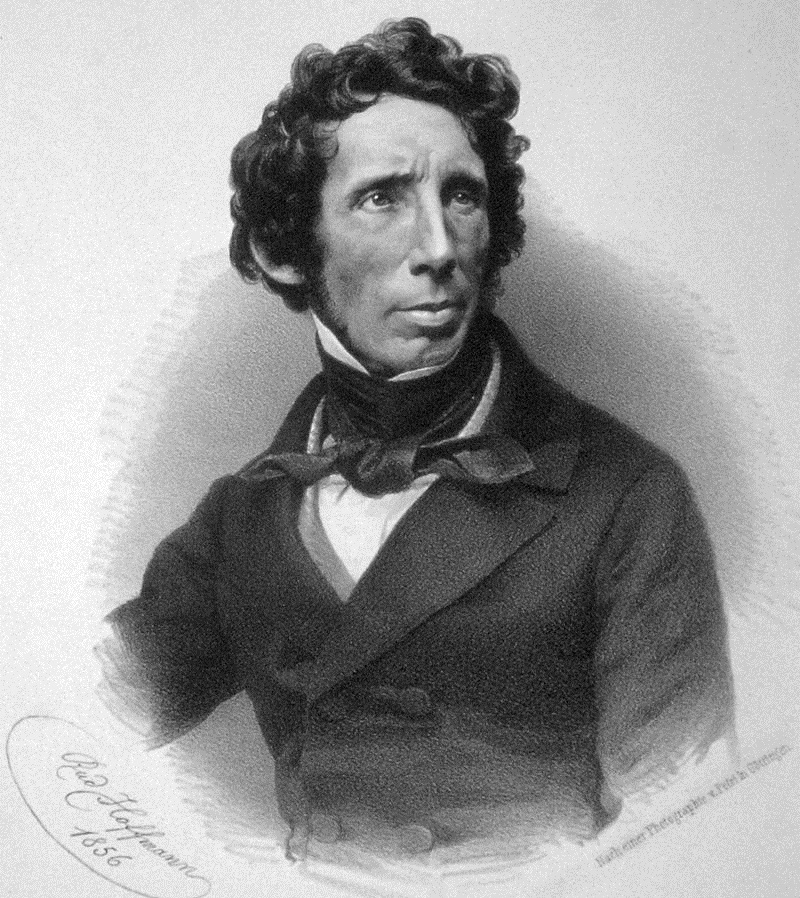
アルミニウムの性質を研究したフリードリヒ・ヴェーラー、1856年。

1807年、イギリスの化学者ハンフリー・デービーはアルカリ電池でアルミナの電気分解に成功したが、形成した金属にはアルカリ金属のナトリウムとカリウムが含まれ、デービーにはアルミニウムをそれらから分離する手立てがなかった。彼は続いて金属カリウムとアルミナの混合物を加熱、酸化カリウムを形成したが、アルミニウムは発見できなかった。翌1808年、デービーは別のアルミナ電気分解実験を行い、アルミナがアーク放電の中で分解されることを実証したが、形成した金属が鉄と合金を形成してしまい、デービーはその分離ができなかった。デービーはさらなる電気分解実験を試み、鉄でアルミニウムを収集しようとしたが、やはりその分離に失敗した。デービーは実験中の1808年に新しい金属の名前に「アルミアム」（alumium）を提唱、1812年には「アルミナム」（aluminum）を提唱し、この名が現代にいたるまで使用されることになった。他の科学者は「アルミニウム」（aluminium）を使用したが、米国では現代までaluminum（アルミナム）が使われている。
1813年、米国の化学者ベンジャミン・シリマンはヘアの実験を再現、アルミニウムの小粒を作り出すことに成功したが、小粒はほぼ即座に燃えてしまった。
1824年、デンマークの物理学者、化学者ハンス・クリスティアン・エルステッドは金属アルミニウムの作製に成功したと主張した。彼は無水の塩化アルミニウムとカリウム合金で化学反応を起こさせ、見た目がスズに似ている金属の塊を得た。彼は1825年に結果を発表、新金属のサンプルを展示した。1826年、「アルミニウムは金属の光沢があり、やや灰色で、かなり緩やかに水を分解する」と記述した。この記述は彼が得た金属が純アルミニウムではなく、アルミニウムとカリウムの合金であることを示唆している。エルステッドも自身がアルミニウムを得たとは信じず、この発見の重要性を低くみた。また別の文献ではエルステッドが財政問題により研究を継続できなかったとしている。エルステッドが研究をヨーロッパ大衆に知られていないデンマークの雑誌で発表したため、アルミニウムの発見者とされないことが多く、初期の文献の一部はさらにエルステッドがアルミニウムの分解に成功しなかったと主張した。
ベルセリウスは1825年にアルミニウムの分離を試みた。彼は氷晶石（Na3AlF6）と似ているK3AlF6をるつぼの中で用心深く洗い、実験前の物質の化学式も正しく認識した。彼は金属を発見できなかったが、実験は成功にかなり近く、後に度々再現に成功した。ベルセリウスが失敗した理由はカリウムを大量に使ったことで、溶液のpHが上昇し、塩基性が強過ぎたために形成したアルミニウムを全て溶かしたことである。
1827年、ドイツの化学者フリードリヒ・ヴェーラーはエルステッドの実験を再び行ったが、アルミニウムは発見できなかった。彼は後にベルセリウスに手紙を書き、「エルステッドがアルミニウムの塊と仮定したものは確実にただのアルミニウムを含有するカリウムである」と述べた。彼は続いて似たような実験を行った。その内容は無水の塩化アルミニウムとカリウムを混ぜることであり、アルミニウム粉末の作製に成功した。彼は研究を続け、1845年に小さなアルミニウムの塊を作製することに成功、その物性を記述した。しかし、ヴェーラーの記述はそれが不純物を含むアルミニウムだったことを示している。ヴェーラーなどほかの科学者がエルステッドの実験を再現できなかったことはエルステッドが金属アルミニウムの発見者とされない理由の1つになり、逆にヴェーラーは1845年の実験の成功とその詳細が発表されたことで金属アルミニウムの発見者とされた。エルステッドとヴェーラーの実験結果が異なった理由は1921年にようやくデンマークの化学者ヨハン・フォー（Johan Fogh）によって発見された。彼は、エルステッドの実験が成功したのは大量の塩化アルミニウムとカリウムの含有量が少ないカリウム合金を使用したためだったことを示した。

## 貴重なアルミニウム

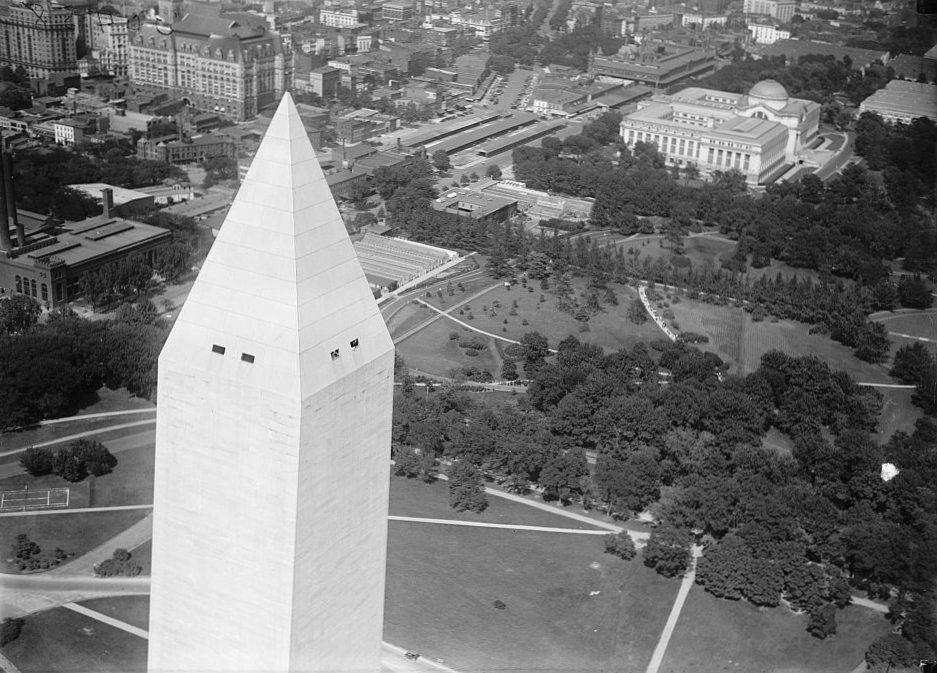
ワシントンD.C.のワシントン記念塔に使われた、重さ100オンス（2.85キログラム）の笠石は1884年にアルミニウムで作製された。それまで鋳造された最も大きなアルミニウムの塊であった。

ヴェーラーの製法では大量のアルミニウムを作製できなかったため、アルミニウムは貴重なままであり、価格が金を越えるほどだった。
フランスの化学者アンリ・エティエンヌ・サント＝クレール・ドビーユは1854年にパリ科学アカデミーでアルミニウムの工業製法を発表した。塩化アルミニウムはヴェーラーが使ったカリウムよりも便利で安いナトリウムでも還元することができるのであった。その後、アルミニウム棒は1855年のパリ万国博覧会ではじめて公開展示された。展示では金属の名前が「粘土からの銀」とされ、すぐに広まった。フランス皇帝ナポレオン3世は当時の一般的な世帯の年収の20倍もかかったドビーユの研究に助成金を与えた。パリ万国博覧会以前にもナポレオンが宴会を行い、最も高貴なゲストにはアルミニウム製の食器が与えられ、一方それ以外のゲストは金製の食器を使用した。1855年から1859年まで、アルミニウムの価格は1ポンド500米ドルから40ドルまでと、10分の1以下に下落した。しかし、ドビーユの製法でもアルミニウムの純度の高さが足りず、サンプルによって性質が異なった。
1856年、ドビーユは数人のパートナーとともにルーアンの製錬所で世界初のアルミニウム工業生産を開始した。ドビーユの製錬所は1856年から1857年にかけてまずナンテールのラ・グラシエール（La Glacière）に、続いてサランドルに移転した。その後は製錬所がフランスの会社（後のペシネー）に買収され、やがて世界最大のアルミニウム工業生産会社に成長した。製錬所の技術は進歩を続け、1872年時点のサランドルでの産出量は1857年のナンテールのそれよりも900倍以上多かった。サランドルの製錬所はボーキサイトを主なアルミニウム鉱物として使い、一方ドビーユなどの化学者は氷晶石を使おうとしたが、既存の技術を越えることはなかった。イギリスの工学者ウィリアム・ジャーハード（William Gerhard）は1856年にロンドンのバタシーで氷晶石を原材料とする工場を建てたが、技術と財政問題により3年で廃業した。
ほかの化学者もアルミニウムの工業生産を試みた。イギリスのアイザック・ロージアン・ベルは1860年にアルミニウム生産を開始（1874年まで継続した）したとき、群衆に対し高価で珍しいアルミニウム製のシルクハットを振った。イギリスの工学者ジェームズ・ファーン・ウェブスター（James Fern Webster）は1882年にナトリウムによる還元でアルミニウムの工業生産をはじめ、ドビーユのそれよりもはるかに純度の高いアルミニウムを生産した。1880年代にもいくつかのアルミニウム工場が設立されたものの、いずれも電気分解による製造が現れると廃れた。
次にパリで行われた1867年の万国博覧会ではアルミニウムのケーブルとアルミ箔が展示され、1878年のパリ万国博覧会ではアルミニウムが未来のシンボルになった。

## 電気分解による生産

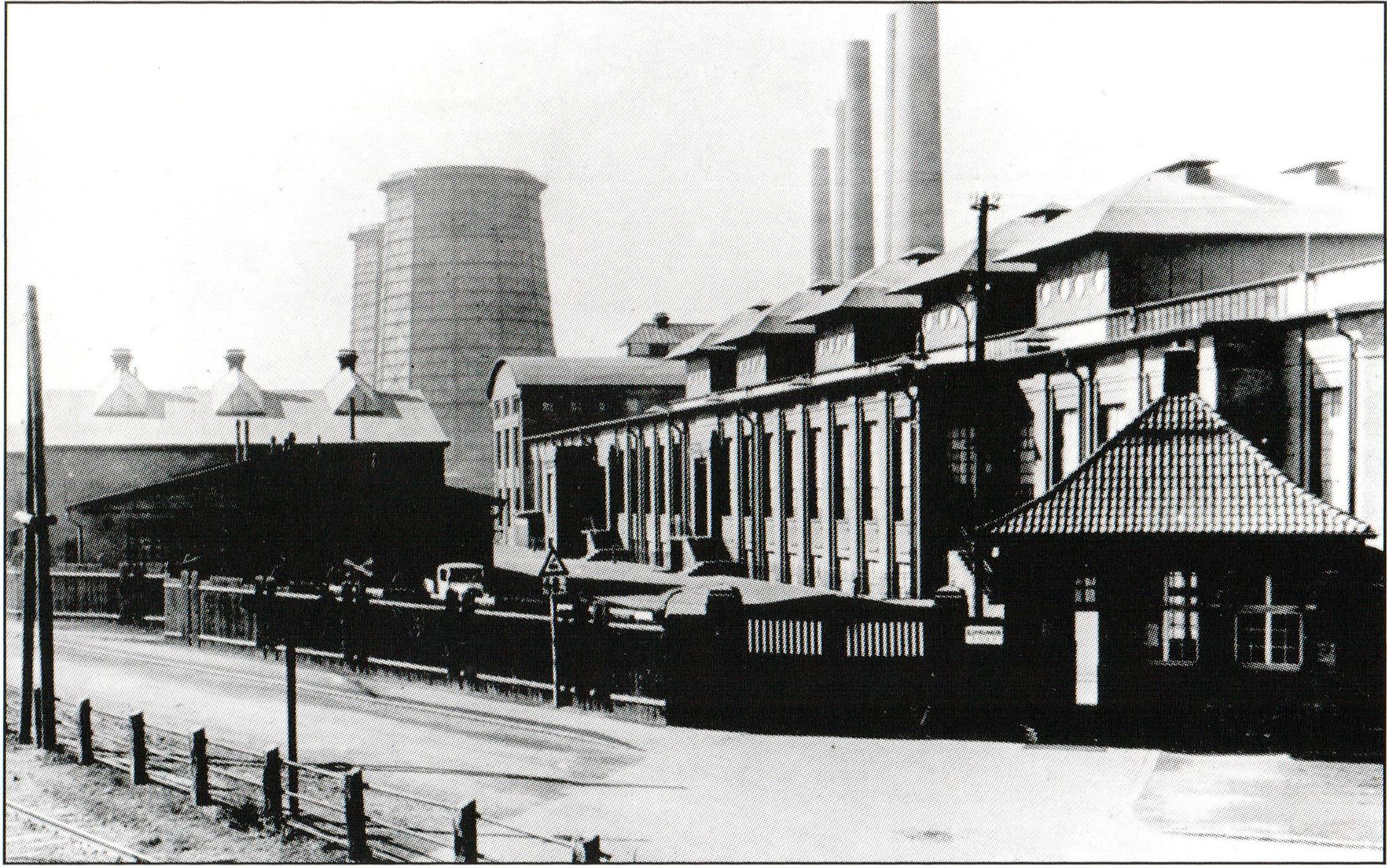
ドイツ帝国、ヘッセン＝ナッサウ州、フランクフルト・アム・マイン、グリースハイムのアルミニウム工場、1915年建設。

アルミニウムがはじめて電気分解で生成されたのは1854年、ドビーユとドイツの化学者ロベルト・ヴィルヘルム・ブンゼンがそれぞれ独自に行ったときだった。しかし、当時は電力供給の効率が低く、すぐにはアルミニウムの工業生産に使用されなかった。1870年にベルギーの工学者ゼノブ・テオフィル・グラムがダイナモを発明、1889年にロシアの工学者ミハイル・ドリヴォ＝ドブロヴォルスキーが三相交流を発明してようやく変わり始めた。
アルミニウムの最初の工業（大規模）生産法は1886年にフランスの工学者ポール・エルーとアメリカの工学者チャールズ・マーティン・ホールが開発したホール・エルー法である。純アルミナの電気分解はアルミナの融点が極めて高いこと（2,072 ℃）もあって現実的ではなかったが、エルーとホールは融解した氷晶石（融点1,102 ℃）でアルミナの融点を大きく下げられることを発見した。エルーはアルミニウムの需要がまだ低かったことと、サランドルの製錬所が製造工程の改善を目指していなかったことにより、長らく自身の発明への需要を見出せないでいたが、彼は1888年に友人とともにアルミニウム工業株式会社（Aluminium Industrie Aktien Gesellschaft）を設立、同年にノイハウゼン・アム・ラインファルでアルミニウム青銅の工業生産を開始した。このときは操業が1年間しか続かなかったが、同時期にパリでフランス電気冶金会社（Société électrométallurgique française）が設立された。この会社はエルーの特許を買い上げ、彼をイゼール県にある製錬所の所長に任命した。この製錬所ははじめアルミニウム青銅を大規模に生産、続いて数か月後に純アルミニウムを生産するようになった。

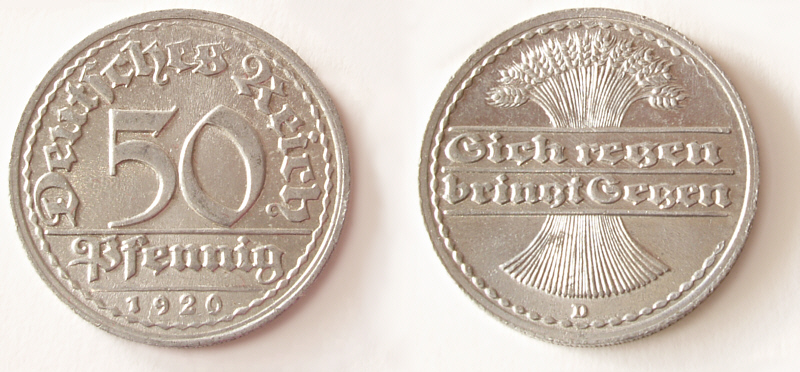
ドイツのアルミニウム製50プフェニヒ硬貨（パピエルマルク）、1920年。

一方、ホールも同じ生産法でオハイオ州オーバーリンにある自宅でアルミニウムを生産し、ロックポートの製錬所でも生産法のテストに成功した。続いて大規模生産に発展しようとしたが、既存の製錬所は生産法を劇的に変える必要があり、また大量生産がアルミニウム価格の下落を招くため、ホールの生産法を使用したくなかった。会社の総裁はホールの技術が同業他社に使われないよう、ホールの特許の買い上げを検討したほどだった。結局ホールは1888年に自分でピッツバーグ還元会社を設立、アルミニウムの大量生産を開始した。その後、生産技術はさらに進歩、新しい工場が建設された。
ホール・エルー法がアルミナをアルミニウムに変える手法である一方、オーストリア＝ハンガリー帝国の化学者カール・ヨーゼフ・バイヤーは1889年にバイヤー法というボーキサイト（鉄礬土）をアルミナに純化する手法を発見した。彼はボーキサイトをアルカリとともに焼成して成分を水に溶出させ、溶液を攪拌して種晶を入れると、沈殿物が現れることを発見した。この沈殿物とは水酸化アルミニウムであり、加熱するとアルミナに分解される。その数年後には、アルミナを分離した後のアルカリ廃液が、ボーキサイトからアルミニウム成分を溶出させるために再利用できることが発見され、バイヤー法が工業で使用されるきっかけとなった。
現代の金属アルミニウム生産はバイヤー法とホール・エルー法に基づく手法を使用している。1920年にはスウェーデンの化学者カール・ヴィルヘルム・セーデルベリ（Carl Wilhelm Söderberg）率いる研究チームがホール・エルー法を改良した。それまでの電池の陽極は石炭塊を焼成したもので製造されていたが、すぐに劣化して交換しなければならなかった。セーデルベリはコークスとタールのペーストによって再利用可能な電極を作製し、特別な還元室に備え付けた。この改良によりアルミニウムの産出量は大きく上昇した。ほかにも1929年に日本でアルマイト処理が発明され、1936年には超々ジュラルミンという合金が開発された。

## アルミニウムの大量消費

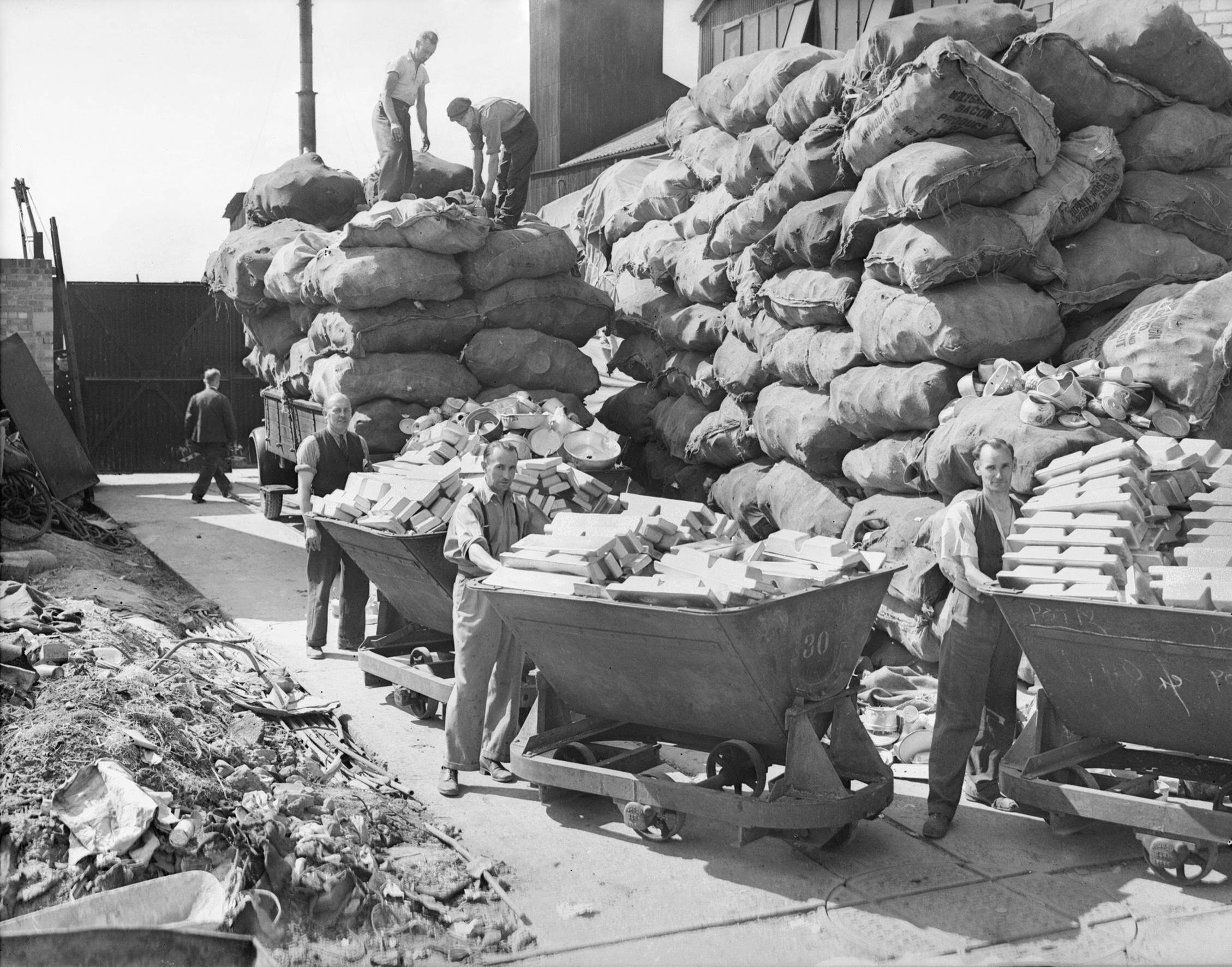
第二次世界大戦中、イギリスは国中の家族からアルミニウム製の食器を集め、飛行機の建造に使用した。

アルミニウムの価格は下落し、アルミニウムも1890年代までに宝飾、日用品、眼鏡フレーム、光学機械などに広く使用されるようになった。アルミニウム製の食器は19世紀末から製造されるようになり、20世紀初期には銅や鋳鉄製の食器を駆逐するに至った。同時期にはアルミ箔が広まった。アルミニウムは柔らかく軽いが、すぐにほかの金属と合金を形成することで密度の低さを維持しつつ硬さを上昇させられることが発見された。アルミニウム合金には19世紀末から20世紀初にかけて多くの使い道がみつかった。例えば、アルミニウム青銅は曲げやすいバンド、シート、ワイヤーを製造するのに使われ、造船業や航空業で広く使われた。アルミニウムのリサイクルは20世紀初期から始められ、アルミニウムがリサイクルで劣化せず繰り返して使えることもあり広まった。この時点では工業用アルミニウムしかリサイクルされなかった。第一次世界大戦中、主要参戦国の政府は軽く強い機体を作るために大量のアルミニウムを輸入しようとし、工場やそれに必要な給電システムに度々補助金を与えた。当時の軍用航空機では1903年に発明された新しいアルミニウム合金であるジュラルミンが使用された。民用航空も機体にアルミニウムを使用した。アルミニウムの生産量自体は戦中に頂点に達した。アルミニウムの1900年時点の世界生産量は6,800トンだったが、1916年にはじめて10万トンを超え、その後は一旦下がったがすぐに素早い増長に戻った。
20世紀の前半において、（1998年の米ドルを基準とする）アルミニウムの1トンあたり実質価格は第一次世界大戦中の大幅な価格増など一部の例外を除き、1900年の14,000ドルから連続して1948年の2,340ドルに下落した。20世紀中期には、アルミニウムは家庭用品の素材として欠かせなくなっており、日常生活の一部になった。アルミニウム製の貨車は1931年にはじめて現れ、車体を軽くしたことで積載量が増えた。アルミニウムに耐食性があったため、1930年代に船の建築材の1つになり、1950年代初期にはそれが広く認知された。1930年代、アルミニウムは土木材料の1つになり、基礎工事でも内装工事でも材料として使われた。軍事でも飛行機と戦車のエンジンに使われた。リサイクルから得られたアルミニウムはドロスとスラグがうまく除去されず、化学的制御も上手くなされなかったため、品質が一次生産のアルミニウムより劣るとされた。リサイクルは全般的には増えてきたが、アルミニウムの一次生産に依存した。例えば、1930年代末に米国の電気価格が下落すると、多量のエネルギーが必要なホール＝エルー法のコストが下がって一次生産量が増え、リサイクルの必要性が低減して量自体も下がった。消費者使用後のアルミニウムの大量リサイクルは1940年までに始まった。
第二次世界大戦中に生産量が再び頂点に達し、世界の生産量は1941年にはじめて100万トンを超えた。イギリスは野心的なアルミニウムのリサイクル計画を開始、航空機生産大臣のビーヴァーブルック男爵は大衆に航空機建造のために家庭にあるアルミニウムを寄付するよう呼びかけた。ソビエト連邦は武器貸与法で328,000トンのアルミニウムを得て、それを航空機と戦車のエンジンに使用した。武器貸与法がなければ、ソ連の航空業の効率は半分以下になっていた。第二次世界大戦後は第一次世界大戦後と同じく、生産量が一時的に下落したが、その後は上昇を続けた。

## 商品取引

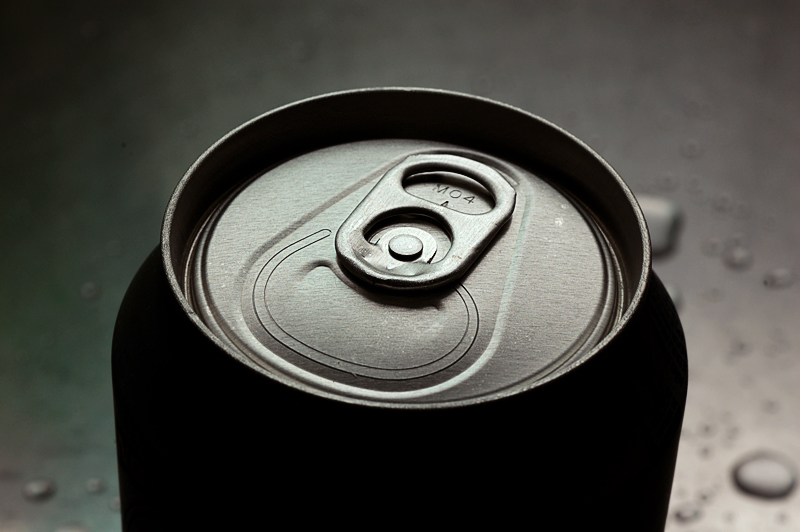
アルミ缶、2006年撮影。

20世紀後半、宇宙開発競争が始まった。世界初の人工衛星である1957年のスプートニク1号はアルミニウム製の半球が2つ合わさった形であり、それ以降の宇宙飛行体もほぼ全てがアルミニウム製である。アルミ缶は1956年に発明され、1958年には飲み物に使用されるようになった。また1960年代に配線の生産にアルミニウムが使われるようになった。1970年代以降、高速列車はアルミニウムの軽さを買ってそれを車体に採用した。同じ原因により自動車のアルミニウム含有量が増えた。
1955年までにアルコア（ホールのピッツバーグ還元会社の後身）、アルカン（元はピッツバーグ還元会社の子会社）、レイノルズ、カイザー、ペシネー（ドビーユの製錬所を購入した会社の後身）、アルスイス（エルーのアルミニウム工業株式会社の後身）6社がアルミニウム市場を86%と、ほとんどを占有した。1945年から30年近く、アルミニウムの消費量は毎年10%ほど増え、住宅建設、配線、アルミ箔、航空業などで定着していった。1970年代初期にアルミ缶が飲み物に使われたことで需要が更に増えた。この時期まで、アルミニウムの実質価格は技術革新によりアルミニウム抽出と処理コストが低下したことと、アルミニウムの生産量自体が増えたことにより、下落を続けた（アルミニウムの生産量は1971年に1千万トンを超えた）。

1900年から2015年までのアルミニウム産出量。

1970年代、アルミニウムの需要増により、アルミニウムは取引商品の1つになり、1978年に世界最古の工業金属取引所であるロンドン金属取引所に入った。アルミニウムが取引商品になったことで取引に使われる通貨が米ドルになり、アルミニウム価格は米ドルの為替レートに影響されるようになった。しかし、質のより低い鉱床を利用する必要が生じたことと、原材料コスト（特にエネルギーのコスト）が増えたことにより、アルミニウムの純原価が増え、1970年代にはエネルギーコストの上昇によりアルミニウムの実質価格が上昇した。

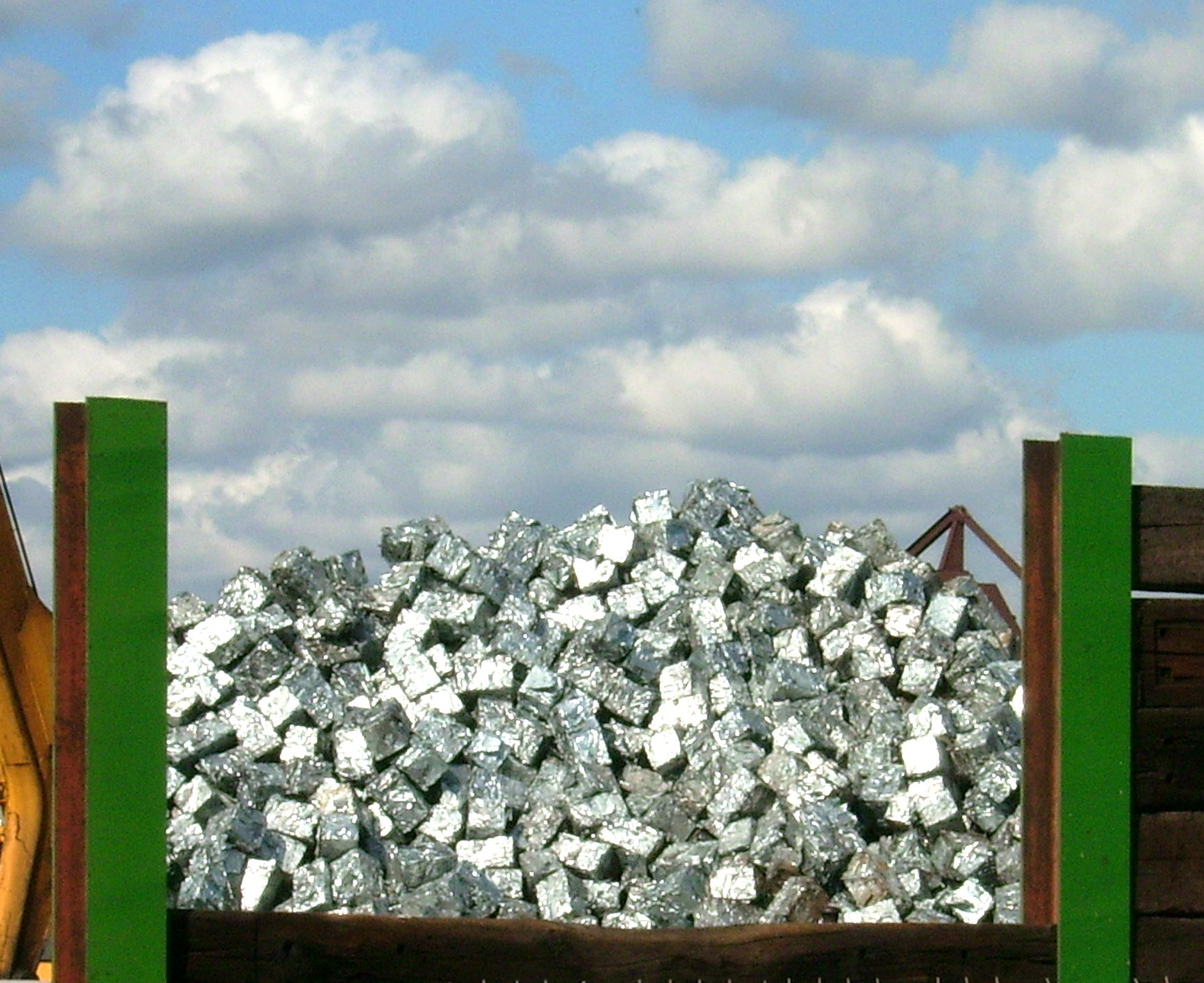
廃棄されたアルミニウム、2007年撮影。

1960年代末、工業生産の廃棄物が政府の注目を受け、リサイクルの推進と廃棄物の適正な処理を目指す一連の規制がなされた。アルミニウム業界もアルミ缶の規制を避けるべくアルミ缶の回収を推進した。これによりアルミニウムのリサイクルが爆発的に増えた。例えば、米国では末端消費者からのアルミニウムの回収量が1970年から1980年までに3.5倍増え、1980年から1990年までに7.5倍上昇した。アルミニウム消費財のうち、アルミ缶は最も重要なものであり続けた。また1970年代と1980年代にアルミニウムの一次生産コストが上昇したこともアルミニウムのリサイクルが推進された一因となった。
実質価格の上昇と関税率の変更により、アルミニウム生産に関わる会社の市場占有率が再分配された。例えば、1972年時点でアメリカ合衆国、ソビエト連邦、日本の3か国が一次生産の6割近くを占めた（一次生産アルミニウムの消費でも6割に近かった）が、2012年時点では1割を少し越える程度に下落した。生産はアメリカ合衆国、日本、西ヨーロッパから生産コストのより安いオーストラリア、カナダ、中東、ロシア、中国に移動した。20世紀末のアルミニウム生産コストは技術革新、エネルギーコストの低下、米ドルの為替レートの変動、アルミナの価格変動に影響された。BRICS4か国の占有率は2000年から2009年まで、一次生産では32.6%から56.5%に増え、一次消費では21.4%から47.8%に増えた。特に中国が資源の多さ、エネルギーの安さ、政府の施策により生産において大きな占有率を蓄積するに至り、消費でも1972年時点の2%から2010年時点の40%に増えた。2位の米国は11%で、それ以外の国は5%を越えなかった。米国、西ヨーロッパ、日本では、アルミニウムの大半が交通、工業、建設、包装で消費された。
アルミニウムの産出量は上昇を続け、2013年に5千万トンを突破、2015年には5,750万トンを記録した。